# Мачико Кьо
Мачико Кьо (на японски: 京 マチ子) е японска филмова и театрална актриса. 

## Биография
Тя е родена на 25 март 1924 година в Осака. Първоначално учи за танцьорка, но от 1949 година започва да играе в киното. Най-големите ѝ успехи са през 50-те години, когато играе във филми като „Рашомон“ (羅生門, 1950) на Акира Куросава и „Разкази на бледата луна след дъжд“ (雨月物語, 1953) на Кенджи Мидзогучи. За участието си в американския филм „Чайната на августовската луна“ (The Teahouse of the August Moon, 1956) е номинирана за наградата Златен глобус за най-добра актриса в мюзикъл или комедия.

## Избрана филмография
| година | филм    | оригинално заглавие | роля   | режисьор       |
| ------ | ------- | ------------------- | ------ | -------------- |
| 1950   | Рашомон | 羅生門              | Масако | Акира Куросава |